# Lawrencia berthae
Lawrencia berthae är en malvaväxtart som först beskrevs av Ferdinand von Mueller, och fick sitt nu gällande namn av Ronald Melville. Lawrencia berthae ingår i släktet Lawrencia och familjen malvaväxter. Inga underarter finns listade i Catalogue of Life.